# Tungamah
Tungamah is een dorp in de Goulburn Valley regio, in het noorden van de deelstaat Victoria, Australië. Het dorp ligt op 259 kilometer van de hoofdstad, Melbourne. Het aantal inwoners in 2006 bedroeg 355.
Tungamah betekent boskalkoen in de taal van de Aboriginals.
Rond Tungamah zijn enkele grote bedrijven gevestigd, die zich vooral toeleggen op de productie van:
1. graan
2. wol
3. rundvlees
4. koeienmelk